# Thelma Furness
Pour les articles homonymes, voir Furness (homonymie).
Thelma Furness (née Thelma Morgan le 23 août 1904 et morte le 29 janvier 1970), vicomtesse Furness, est une maîtresse royale du prince de Galles devenu le roi Édouard VIII. 

## Biographie

### Famille

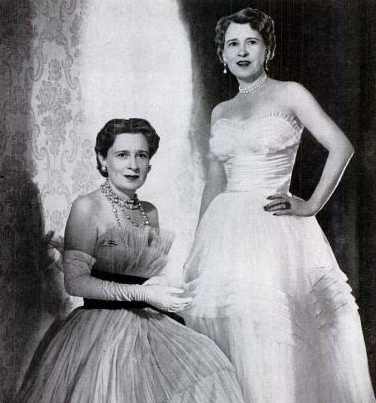
Thelma Morgan Furness, à droite, et sa sœur jumelle Gloria Morgan Vanderbilt, à gauche en 1955.

Née à Lucerne, en Suisse, d'un père diplomate américain et consul des États-Unis à Buenos Aires et à Bruxelles et d'une mère mi-chilienne, mi-irano-américaine. Ses parents divorcent en 1927. Thelma Furness a une sœur jumelle : Gloria Morgan Vanderbilt, mère de Gloria Vanderbilt, elle-même créatrice de mode, artiste et mère du présentateur de nouvelles Anderson Cooper. Thelma a également une autre sœur, un frère et deux demi-sœurs.

### Mariage et relations amoureuses
En février 1922, âgée de 17 ans, Thelma Furness se marie avec James Vail Converse, un petit-fils de Theodore Vail, ancien président de la compagnie américaine de téléphone et de télégraphie (AT&T) à Washington. Après trois ans de vie commune, ils divorcent en 1925. En juin 1926, son second mariage avec Marmaduke Furness, 1er vicomte Furness (1883-1940), président de la « Furness Shipping Company », aboutira par un divorce en 1933. Le couple a un enfant unique, William Anthony Furness, né en 1929.

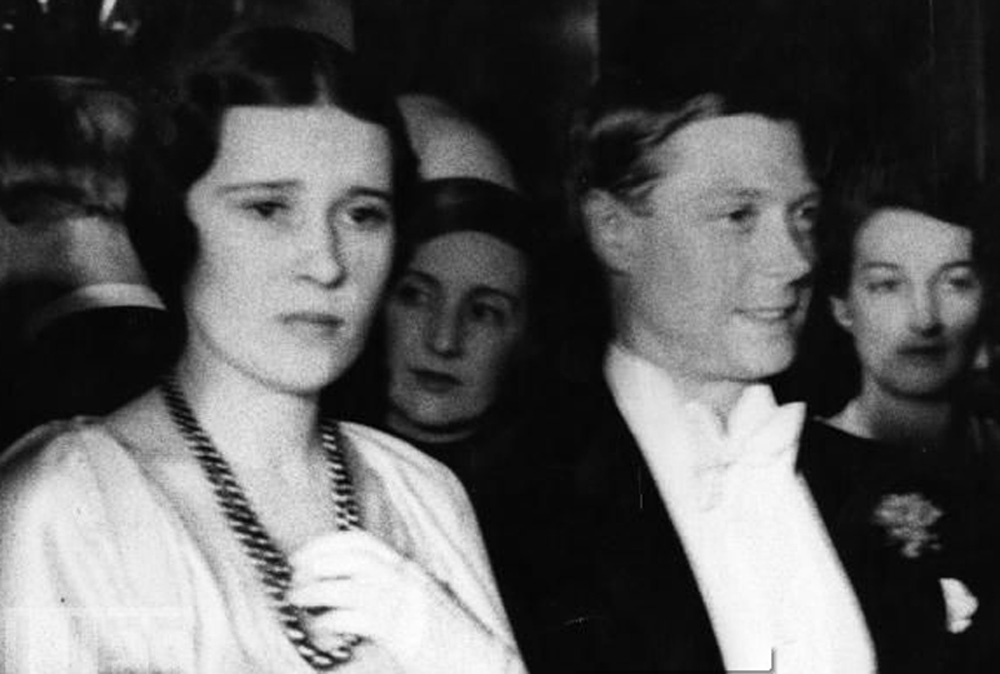
Thelma Furness et le prince de Galles en 1932.

En 1926, Thelma Furness  rencontre le prince de Galles, futur Édouard VIII, pour la première fois lors d'un bal à Londonderry House, une maison de ville aristocratique située à Park Lane. En juin 1929, ils se rencontrent à nouveau durant un spectacle agricole à Leicester. Depuis, le prince de Galles et Thelma Furness se fréquentent régulièrement et font un safari en Afrique de l’Est au début de 1930. À leur retour en Grande-Bretagne, leur liaison se poursuit à Fort Belvedere, au domicile d'Édouard VIII à Londres, et à la maison de campagne Furness, à Burrough.  
En janvier 1934, Thelma Furness effectue un voyage aux États-Unis pour rendre visite à sa sœur laissant Wallis Simpson prendre soin d'Édouard VIII qu'elles surnomment « le petit homme » en raison de son immaturité et de sa sexualité infantile. À son retour, Wallis Simpson est la nouvelle compagne d'Édouard VIII et devient son épouse deux ans plus tard. 
Par la suite, Thelma Furness a une brève liaison avec le prince Ali Khan.

### Carrière cinématographique
Thelma Furness commence une carrière cinématographique dès l'âge de 17 ans. Son premier rôle principal est dans Aphrodite, film produit par sa propre compagnie en 1923.